# Instituto Federal de Educación, Ciencia y Tecnología del Amazonas
Instituto Federal de Educación, Ciencia y Tecnología del Amazonas, también llamado Instituto Federal del Amazonas o simplesmente IFAM, es una unidad de educación superior y de educación secundaria del estado brasileño de Amazonas, con la mayoría de los cursos para las áreas tecnológicas e ingenierías. Fue creado mediante la integración del Centro Federal de Educación Tecnológica del Amazonas (CEFET) y la Escuela Federal de Técnicos Agrícolas de Manaus y São Gabriel da Cachoeira. Su rectoría se encuentra en Manaos, capital del estado de Amazonas, pertenece a la gran familia de las academias técnicas federales de Brasil, llamados institutos federales, siendo representados por el acrónimo “IF” en que siguen la unidad de enseñanza y teniendo el mismo logo diseñado en forma de "F" como modelo de representación. 

## Historia
La formación temprana del instituto comienza a través de la Escola de Aprendizes de Artificies (Escuela de aprendiz de Artífices), iniciado el 1 de octubre de 1910 en Manaus y publicado por el decreto oficial de la unión número 7566, creado por el presidente Nilo Peçanha, más adelante se desplegó en el centro federal de educación tecnológica del Amazonas—CEFET/AM, debido a la transformación de la escuela técnica federal de Amazonas, antigua Escuela de Artífices, a la una unidad de enseñanza secundaria, para la formación de estudiantes técnicos. Mucho antes de la formación de CEFET, durante el Estado Novo, la escuela ganó su espacio a través del Decreto N.º 4127/42 y comenzó a llamarse Escola Técnica Federal do Amazonas. En 1987 la escuela técnica federal de Amazonas se ha ampliado, pasando a denominarse CEFET, con la institución de la Escuela Federal de Técnicos Agrícolas de Manaus y São Gabriel da Cachoeira, esto con la educación superior y con sede en las afueras de Manaos e en la ciudad de São Gabriel da Cachoeira, extremo norte de Brasil, se ha formado por la ley federal de estandarización y promoción de las escuelas federales de Brasil, forzando la fusión de las dos unidades federales del estado, formando una única unidad docente llamada de IFAM.